# Breza (Slovacchia)
Breza (in ungherese Breza) è un comune della Slovacchia facente parte del distretto di Námestovo, nella regione di Žilina.